# Tobias Wagner
Pour les articles homonymes, voir Wagner.
Tobias Wagner, né le 26 mars 1995, est un handballeur international autrichien évoluant au poste de pivot,,,.

## Biographie
Après deux saisons au Fenix Toulouse Handball où il partage son poste avec Fredric Pettersson et participe à la Ligue européenne Tobias Wagner rejoint à l'intersaison 2023 le club autrichien du Bregenz Handball. 
Il joue ensuite pour le club allemand du HC Erlangen puis, en 2025, il est recruté par le Limoges Handball pour pallier la grave blessure de l'autre pivot, Valentin Aman, pour la saison 2025-2026.

## Palmarès

### En club
Compétitions nationales
- Championnat d'Autriche (1) : 2016
- Coupe d'Autriche (3) : 2015, 2016, 2021.